# Henrico Staats

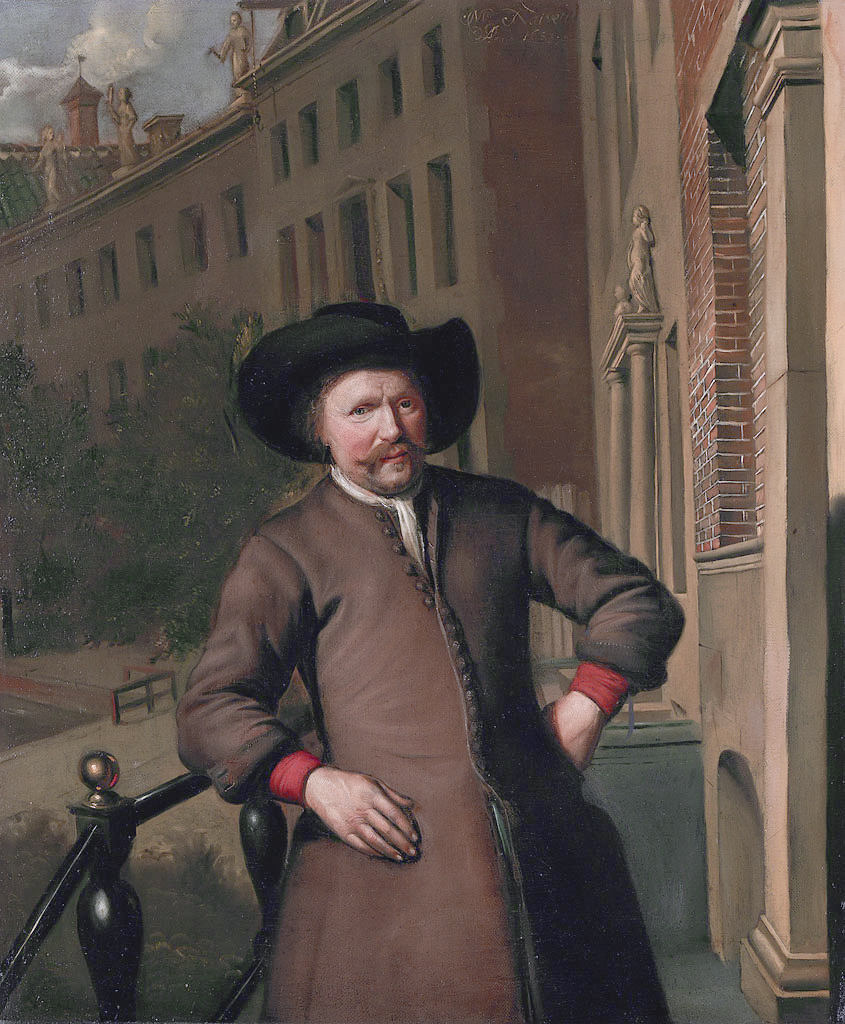
Hendrick Staats voor zijn onroerend goed in de Gouden Bocht. (Matthijs Naiveu, 1683)

Henrico Staats of Hendrick Staets (Oldenzaal, 18 mei 1631 - Amsterdam, 14 februari 1687) was een koopman en makelaar in Amsterdam. Hij trouwde in 1658 met Geertrui Hobbe. Het echtpaar kreeg vier kinderen, allen gedoopt in de schuilkerk de Krijtberg aan het Singel. 
Hij en zijn familie richtten zich op de handel met Spanje, door middel van zijn zwager en compagnon in Cádiz. Zijn vermogen werd in 1674 op 40.000 gulden geschat. Hij nam deel in de Oostindische Compagnie van Enkhuizen en Zeeland, verkocht hout uit Stockholm en liet slaven en cacao vervoeren naar Curaçao. Vanaf 1682 was hij betrokken bij het 'Asiento de Negros', een overeenkomst om slaven te leveren aan de Spanjaarden.
Staats woonde in de Gouden Bocht op de Herengracht. Al in 1668 waren er twee huizen opgeleverd, gekocht door Staets in 1671. Hij woonde in het ene huis en verhuurde het andere. Staets kocht in 1672, 1673 en 1680 bouwkavels en een kwart in een pakhuis 't Lam op de Keizersgracht (708 en 710). Hij kocht een schuilkerk in de Kalverstraat, financierde vermoedelijk de verhoging en verfraaiing van de schuilkerk de Krijtberg. Hij hertrouwde in 1682 met de weduwe Alida Heymerick en haar zoon trouwde met zijn dochter.
Zijn kleinzoon Hendrik Gerardsz. Staats verkocht beide panden in de Gouden Bocht in 1741 aan Gerrit Hooft, Gerritsz., een jonge telg van het rijke regentengeslacht, en die liet de huizen zo grondig verbouwen en vergroten dat er van de zeventiende-eeuwse panden niets meer terug te vinden is, nu Herengracht 460.